# Det femte element (film)
 For alternative betydninger, se Det femte element (flertydig). (Se også artikler, som begynder med Det femte element)
Det femte element er fransk science-fiction film fra 1997, instrueret af Luc Besson. I Frankrig så 7.699.038 mennesker filmen og 14.467.905 så den i USA ifølge UniFrance eller 13.904.200 ifølge Box Office Mojo. Siden uniFrance begyndte at indsamle tal (i 1994) for antallet af solgte billetter, var filmen den anden mest sete franske film nogensinde)
med 43,4 mio. solgte billetter på verdensplan, heraf 7,7 mio. i Frankrig., Den eneste film, der har solgt flere er filmen De urørlige fra 2011 med 44,2 mio. solgte billetter.

## Handling
Ægypten, 1914. En gruppe Mondo-shawanere efterlader på jorden fire sten, der repræsenterer livets fire elementer.
De lover at hente dem 300 år senere, når det onde vender tilbage, for at skabe evig fred. Men da de vender tilbage, ca. tre århundreder senere i 2263, bliver deres køretøj ødelagt og stenene forsvinder på mystisk vis. I vraget af køretøjet finder man en hånd, hvoraf det lykkes at genskabe Leeloo (Leeloominai Lekatariba Laminatchai Ekbat De Sebat), der er intet mindre end det "Femte element". Det viser sig, at det også er en ung kvinde, med nogle fantastiske egenskaber. Da det lykkes hende, at flygte fra det laboratorium, hvori hun er blevet skabt ender hun i en taxa, der køres af Korben Dallas.
Det lykkes Leeloo at overbevise Korben om at han skal køre hende hen til fader Cornelius. Han er den eneste, der kender til historien om de fem elementer og det ondes forestående ankomst. Det viser sig at de fire elementer befinder sig hos sangdivaen Plavalaguna, der skal give en koncert på krydstogtsfartøjet Fhloston Paradise. Imidlertid er det ondes agenter, personificeret ved den korrupte våbenfabrikant Jean-Baptiste Emmanuel Zorg og Mangalorene, som er en gruppe lejesoldater, også på sporet af stenene.
Efter forskellige fortrædeligheder ankommer Korben, Leeloo og Cornelius til Fhloston Paradise, hvor det er meningen at de skal møde diva'en Plavalaguna. Ved slutningen af koncerten, holder Mangalorerne publikum op, mens de søger efter stenene. I tumulterne der følger, bliver Plavalaguna dræbt. Det lykkes hende imidlertid, inden hun udånder, at afsløre stenenes gemmested for Korben.
Til sidst lykkes det for Korben, Leeloo, Cornelius og Ruby Rhod, som er en radiovært fra krydstogtsfartøjet, at vende tilbage til en pyramide i Ægypten og få aktiveret det femte element og redde menneskeheden.

## Medvirkende
- Bruce Willis : Korben Dallas[7]
- Gary Oldman : Jean-Baptiste Emanuel Zorg[8]
- Ian Holm : Fader Vito Cornelius[9]
- Milla Jovovich : Leeloominaï Lekatariba Lamina-Tchaï Ekbat De Sebat, alias Leeloo[10] (det femte element)
- Chris Tucker : Ruby Rhod[11]

## Originalmusik
Filmens musik er komponeret af Éric Serra, alias RXRA. Plavalaguna synger under koncerten stykket "Lucia di Lammermoor", her er det i virkeligheden sangerinden Inva Mula der synger.
Originalalbummet solgte 750.000 eksemplarer.

## Priser
- César for bedste instruktør 1998 : Luc Besson
- César for bedste fotografering 1998 : Thierry Arbogast
- César for bedste scenografi 1998 : Dan Weil
- BAFTA Award for bedste special effects 1998 : Mark Stetson, Karen E. Goulekas, Nick Allder, Neil Corbould et Nick Dudman

## Filmens nationalitet
Luc Besson insisterede på at filmen skulle være fransk, selvom de fleste af skuespillerne er fra USA. Det er derfor filmselskabet Gaumont, som er ansvarlige for filmen. Endvidere er de fleste af de tekniske funktioner på filmen, udført af franskmænd. En af grundene til dette er, at det så var muligt, at opnå medfinansiering fra Centre national de la cinématographie.

## Det "rigtige" femte element
Det femte element der også kaldes kvintessens er oprindeligt et begreb fra filosoffen Aristoteles. Luc Bessons tanke er at det femte element er kærlighed, personificeret i Leeloo.